# Região Norte (Nigéria)
A Região Norte foi uma divisão administrativa federal da Nigéria. Foi criada antes da independência, em 1960, com sua capital em Kaduna. Em 1962 adquiriu o território Camarões do Norte dos ingleses, que tinham elegido tornar-se parte da Nigéria.
Em 1967 a região foi dividida em estados - Benue-Plateau, Kano, Kwara, North-Central, North-Eastern e North-Western. Estes seriam mais tarde renomeados e dividiram-se. A capital do estado Norte Central era Kaduna, e após mais perda de território é agora conhecido como Kaduna.karlos